# Miyin Si

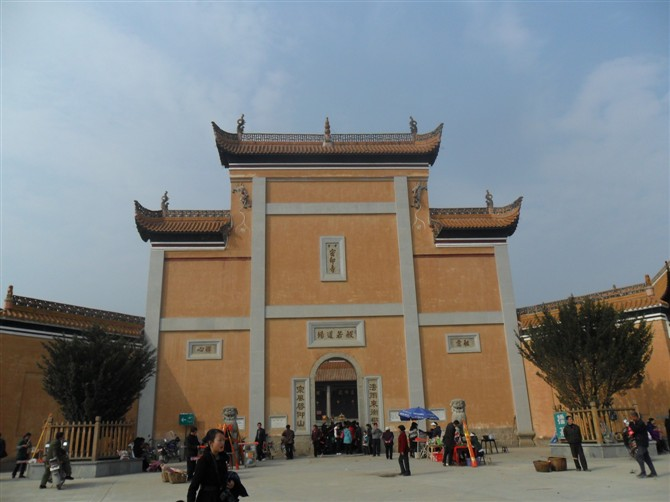
Tempeleingang.

Der Miyin Tempel (chinesisch 密印寺, Pinyin Mìyìn Sì, deutsch etwa: „Tempel des deutlichen Siegels“) ist ein buddhistischer Tempel in Weishan (溈山鄉),  Hunan, Volksrepublik China. Er wurde im 8. Jahrhundert gegründet und ist bis heute ein bedeutender Tempel des Chan-Buddhismus.

## Gestalt
Der Tempel verfügt unter anderem über eine Eingangshalle (山门), „Halle der Zehntausend Buddhas“ (万佛殿, ), „Halle der großen Helden“ (大雄宝殿), Assisted dnyana (禅房), Speise-Halle (斋堂). Die Gebäude erstrecken sich über ca. 9.000 m².

## Geschichte
Tang-Dynastie

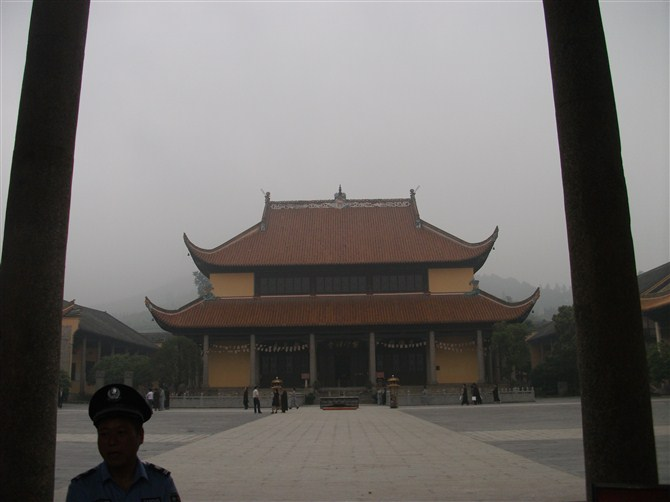
Halle der Helden.

813, im achten Jahr Yuanhe des Tang Xianzong, kam ein Reisender mit Namen Liu Qian (刘潜) nach Ningxiang in der Provinz Hunan. Er besuchte den Berg Wei (溈山) und bewunderte die schöne Natur. Der Berg hat sieben Gipfel, die an den Großen Bären erinnern. Nach der Reise begab sich Liu Qian zum Berg Baizhang (百丈山) in Jiangxi und berichtete seinem Freund Baizhang Huaihai von diesem Ort. Er regte an, dort Tempel zu errichten. Huaihai sandte seinen Schüler Lingyou (灵佑) aus um dorthin zu gehen, Tempel zu bauen und Buddhismus zu verbreiten. Am 15. August nach dem Chinesischen Kalender erreichte Lingyou den Berg Wei und errichtete eine Hütte. Zusammen mit Da'an (大安禅师 dt. "Großer Frieden) errichtete er den Yingchan Tempel (应禅寺 dt. "Begegnung der Mönche"). Später benannte er ihn in San'ta Tempel (三塔寺 dt. "Tempel der drei Türme") um.
845 nach der großen Buddhistenverfolgung (唐武宗灭佛) unter Tang Wuzong hatte sich Lingyou aus dem Kloster zurückgezogen und lebte als Einsiedler. Auch der Kanzler Pei Xiu hatte sich zurückgezogen und arbeitete in Hunan für den Gouverneur von Jingzhou. Er schickte seinem Freund Lingyou eine Abschrift des Buddhistischen Kanons.
849 nannte Kaiser Xuanzong den Tempel Miyin Si (密印禅寺) und der Kanzler Pei Xiu förderte den Ausbau. Sein zweiter Sohn Pei Wende (裴文德) ging stellvertretend für den Kronprinzen ins Kloster. Lingyou gag ihm den Mönchsname Fahai (法海, dt. Meer der buddhistischen Lehre). Er tritt als Figur im berühmten buddhistischen Märchen die Legende der weißen Schlange (白蛇傳) auf.
Lingyou lernte auf einer Pilgerfahrt zum  Berg Yang in Yichun, Jiangxi, eine neue Sekte des Buddhismus kennen: die Guiyang-Schule.
Song-Dynastie

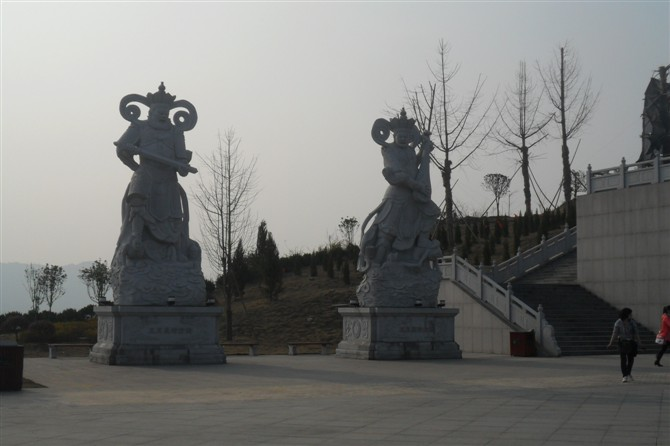
The Four Guardian Warriors.

1104, im vierten Jahr Chongning des Song Huizong, wurde der Tempel durch ein Feuer zerstört. Der Mönch Kongyin (空印禅师) baute ihn wieder auf.
Ming-Dynastie
1370, im dritten Jahr Hongwu des Hongwu, brannte der Tempel erneut ab. Der Mönch Chedang (彻当禅师) baute die Halle der Zehntausend Buddhas wieder auf.
Auch 1619, im 47. Jahr Wanli des Wanli gab es ein Feuer.
Qing-Dynastie
1655, im zwölften Jahr Shunzhi des Shunzhi, erneuerte Huishan (慧山禅师) den Tempel und führte die Lehren der  Rinzai-shū ein.
Republik China

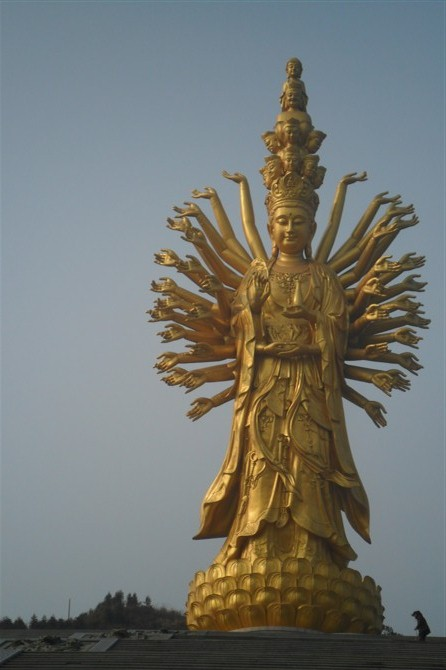
Guanyin der tausend Hände.

1918 brannte der Tempel aufgrund von Brandstiftung ab. Der Übeltäter war Zhang Sanyuan (张三元).
1922 führte der Mönch Yongguang (永光禅师) die Guiyang-Schule wieder ein und lud berühmte Mönche ein, Buddhismus zu lehren.
1933 warb der Mönch Bao (僧宝) um Spenden und renovierte den Tempel.
Volksrepublik China
1966, während der Kulturrevolution wurde der Tempel geschlossen und von den Roten Garden verwüstet.
1972 wurde der Tempel auf Provinzebene zum Kulturgut erklärt.
Im September 2005 hielten die Hunan Buddhist Association, die Regierung von Ningxiang und die Körperschaft des Miyin-Tempels das erste „The International Buddhist Culture Festival“.

## Bedeutung
Der Miyin Si wurde in Europa bekannt, weil der norwegische Missionar und Religionswissenschaftler Karl Ludvig Reichelt dort wegweisende Erfahrungen mit dem Buddhismus gemacht hat. Über seine Erfahrung dort schrieb er später, er hätte das erste Mal einen Einblick in eine einzigartige und exklusive Welt tiefer Religiosität, von Mystizismus und herzzerreißender Tragödie und von großem Reichtum erhalten.